# كأس جنوب السودان الوطني
كأس جنوب السودان الوطني (بالإنجليزية: South Sudan National Cup)‏، هي بطولة رسمية لكرة القدم في جنوب السودان، أسست سنة 2012م بعد انفصال جنوب السودان عن باقي الأراضي السودانية.

## مصدر
1. ↑  South Sudan National Cup 2012, RSSSF.com نسخة محفوظة 04 مارس 2016 على موقع واي باك مشين.